# Miss Mato Grosso do Sul de 2019
Miss Mato Grosso do Sul BE Emotion 2019 foi a 38ª edição do tradicional concurso de beleza feminino de Miss Mato Grosso do Sul BE Emotion. A disputa que contou com apenas quatro (4) candidatas  ocorreu no espaço de eventos "Z Garden", localizado na capital do Estado. A cerimônia foi coordenada pela Miss Mato Grosso do Sul 1985, Kátia Oliveira. A vencedora na ocasião foi a representante da capital Priscilla Vacchiano que posteriormente renunciou ao título por estar grávida, assumindo a segunda colocada, Kasiane Klein.

## Resultados

### Colocações
| Posição    | Município e candidata                |
| Rennunciou | - Campo Grande - Priscilla Vacchiano |
| Assumiu    | - Iguatemi - Kasiane Klein           |
| 2º. Lugar  | - Chapadão do Sul - Luana Queiroz    |
| 3º. Lugar  | - Amambai - Maria Carolina Dutra     |

## Candidatas

### Oficiais
Disputaram o título este ano:
- Amambai - Maria Carolina Dutra de Oliveira [7]
- Campo Grande - Priscilla Xavier Vacchiano
- Chapadão do Sul - Luana Queiroz Batista
- Iguatemi - Kasiane Klein [8]

### Top 10
Não foram selecionadas para o Top 04:
- Anastácio - Talita Gomes Ferreira
- Cassilândia - Kamile Grande de Camargo
- Chapadão do Sul - Joice de Oliveira Quaresma
- Paranaíba - Priscila Alves Martins
- Rio Verde - Caroline Nantes Gonçalves
- Sidrolândia - Thatiane de Medeiros de Amorim

## Jurados

### Final
Ajudaram a escolher a campeã:
1. Cristina Brasil, decoradora;
2. Mariana Coppola, empresária;
3. Aline Gimelli, maquiadora;

### Seletiva
Ajudaram a escolher o Top 04:
1. Paulo Victor, jornalista e digital influencer;
2. Gabriela Xavier, proprietária do Lounge Hair;
3. Lorena Mabel, empreendedora e sócia da "Constance Calçados"
4. Patrícia Machry, Miss Mato Grosso do Sul 2013;